# Nordermühle (Pellworm)
Die Nordermühle („Gott mit uns“) ist eine ehemalige Windmühle auf Pellworm, die heute als Ferienwohnung genutzt wird. Das unter Denkmalschutz stehende Bauwerk befindet sich an der Adresse Nordermitteldeich 70 in der Gemeinde Pellworm. 

## Geschichte
Vor 1634 soll es auf der Insel Pellworm 14 Mühlen gegeben haben, um 1850 waren es nur noch vier. Heute ist die Nordermühle die einzige, die noch vorhanden ist. Sie wurde allerdings erst um 1734 anstelle einer abgegangenen Mühle aus dem 17. Jahrhundert errichtet und nach einem Brand 1777 als Galerieholländer wiederaufgebaut. Die Windmühle wurde während des Mühlensterbens in den 1960er Jahren stillgelegt.
Nach einer Restaurierung in den 1990er Jahren diente sie bis 2008 als Restaurant. Heute befindet sich in der Nordermühle die Ferienwohnung „Halligblick“, bestehend aus drei Wohnungen, die separat gemietet werden können. Im Parterre befindet sich eine 65 m² große Ferienwohnung mit Küche. Auf den restlichen Stockwerken befinden sich zwei weitere Ferienwohnungen.

## Ausstattung
Die Mühle von 1777 ist ein einstöckiger Galerieholländer – auch Zwickstellholländermühle genannt – mit durchlaufendem Achtkantständer, Segelflügeln und Steert im Norderkoog. Die Kappe ist festgesetzt, die Flügel sind windgängig, die Einrichtung ist jedoch nicht mehr vorhanden.